# Phare de l'Atoll das Rocas
Le phare de l'Atoll das Rocas (en portugais : Farol das Rocas) est un phare situé au nord d'ilha do Farol, la plus grande des deux îles de l'atoll das Rocas, à environ 240 km au large du cap Saint Roque, dans l'État du Rio Grande do Norte (Brésil).
Le phare est la propriété de la marine brésilienne  et il est géré par le Centro de Sinalização Náutica e Reparos Almirante Moraes Rego (CAMR) au sein de la Direction de l'hydrographie et de la navigation (DHN).
L'atoll, avec les réserves de Fernando de Noronha, est classé au patrimoine mondial de l'UNESCO depuis 2001. De plus, le phare est situé dans la réserve biologique de l'Atoll das Rocas, inscrite sur la liste indicative brésilienne au patrimoine mondial de l'UNESCO et classée site Ramsar depuis 2015.

## Historique
La première station de signalisation maritime a été établie sur l'atoll das Rocas le 1er janvier 1883. C'était un feu posé sur un poteau en bois de 14 m. Le second phare, en 1910, était une tourelle en fer de 16 m de haut. À cause de la solitude des gardiens du phare et de l'extrême rudesse du climat, un troisième phare en poutrelles métalliques a été automatisé en 1914 sans maintien de personnel. Le 20 août 1935, une tour en béton armé de 16 m de haut est mise en service pour remplacer la tourelle métallique usagée et désactivée en 1969. Cette tour apparaît comme effondrée sur Google Earth.
Ce phare actuel, datant de 1967, est une tour à base quadrangulaire en poutrelles d'aluminium de 15 m de haut, à côté d'un ancien petit bâtiment technique. Elle est peinte en blanc. Il est érigé en retrait des ruines de l'ancien phare de 1935 qui se trouve au bord de l'eau. Il a été alimenté avec des panneaux solaires en 1986.
Il émet, à une hauteur focale de 18 m, deux éclats blancs toutes les 6 secondes. Sa portée est d'environ 24 kilomètres.
Identifiant : ARLHS : FDN003 ; BR1104 - Amirauté : G0146 - NGA : 110-17880.

## Crédit d'auteurs
- (pt) Cet article est partiellement ou en totalité issu de l’article de Wikipédia en portugais intitulé « Farol das Rocas » (voir la liste des auteurs).